# زینت سالی
زینت سالی (به ترکی استانبولی: Ziynet Sali) (زاده ۲۹ آوریل ۱۹۷۵) خواننده ترک است.